# Dunblane
Dunblane (in gaelico scozzese: Dùn Bhlàthain; 3,34 km²) è una cittadina (e un tempo burgh) di circa 8.800 abitanti della Scozia centro-meridionale, facente parte dell'area amministrativa di Stirling e situata lungo l'Allan Water

## Geografia fisica
Dunblane si trova a circa 10 km a nord di Stirling.

## Origini del nome
Il toponimo Dunblane deriva, nella sua prima parte, probabilmente dal termine gaelico dun, che significa "forte" e, nella seconda parte, dal nome di un santo, San Blano.

## Storia

### XX secolo

#### Il massacro di Dunblane
Il 13 marzo 1996, avvenne a Dunblane una strage nota come massacro di Dunblane, in cui vennero assassinati 16 scolari e un'insegnante. Alla strage sfuggirono i futuri campioni di tennis Andy e Jamie Murray.

## Monumenti e luoghi d'interesse

### Cattedrale di Dunblane
Principale monumento di Dunblane è la cattedrale, realizzata nel luogo in cui sorgeva una chiesa del 1150 circa.

## Società

### Evoluzione demografica
Al censimento del 2011, Dunblane contava una popolazione pari a 8.811 abitanti. La cittadina ha conosciuto un incremento demografico rispetto al 2001, quando contava 8.114 abitanti e al 1991, quando ne contava 7.368.

## Economia
Nel XIX secolo, la località fiorì come centro per l'industria tessile.